# Такіеддін ас-Сольх
Такіеддін ас-Сольх (араб. تقي الدين الصلح; 1908 — 27 листопада 1988) — ліванський політик, двічі обіймав посаду прем'єр-міністра Лівану.

## Біографія
Народився в Сідоні в одній з найвпливовіших сунітських родин країни.
У 1950-их — 1960-их роках представляв у парламенті долину Бекаа. Від 1964 до 1965 року очолював міністерство внутрішніх справ у кабінеті Хуссейна аль-Уейні. 1973 року президент Сулейман Франжьє призначив його на посади прем'єр-міністра й міністра фінансів.
У липні 1980 року президент Ільяс Саркіс доручив ас-Сольху вдруге сформувати уряд. Однак уже в жовтні того ж року той був змушений піти у відставку.
Був змушений залишити Ліван через невдоволення з боку Сирії його націоналістичною діяльністю. Останні свої роки Такіеддін ас-Сольх провів у Парижі, де й помер у 80-річному віці.